# Lista de organizações trotskistas internacionais
Esta é uma lista das Organizações Internacionais Trotskistas. Ela inclui os grupos internacionais que se autodenominam como trotskistas.
As várias organizações listadas aqui variam em tamanho desde aqueles que têm milhares de adeptos em dezenas de países até tendências que tenham uma dúzia de membros em três ou quatro países.

## Em atividade
| Sigla   | Nome                                                                      | Dirigente(s)                                                                           | Fundação            | Seções em países lusófonos                     | Seções em países lusófonos             |
| Sigla   | Nome                                                                      | Dirigente(s)                                                                           | Fundação            | Brasil                                         | Portugal                               |
| ------- | ------------------------------------------------------------------------- | -------------------------------------------------------------------------------------- | ------------------- | ---------------------------------------------- | -------------------------------------- |
| SU-QI   | Secretariado Unificado da Quarta Internacional                            | Michel Pablo (-1963) Ernest Mandel (1963-1995) Daniel Bensaïd (1995-2010) Michael Löwy | 1938                | Movimento Esquerda Socialista                  | Bloco de Esquerda                      |
| SU-QI   | Secretariado Unificado da Quarta Internacional                            | Michel Pablo (-1963) Ernest Mandel (1963-1995) Daniel Bensaïd (1995-2010) Michael Löwy | 1938                | Insurgência                                    | Rede Anticapitalista                   |
| SU-QI   | Secretariado Unificado da Quarta Internacional                            | Michel Pablo (-1963) Ernest Mandel (1963-1995) Daniel Bensaïd (1995-2010) Michael Löwy | 1938                | Insurgência - Reconstrução Democrática         | Semear                                 |
| SU-QI   | Secretariado Unificado da Quarta Internacional                            | Michel Pablo (-1963) Ernest Mandel (1963-1995) Daniel Bensaïd (1995-2010) Michael Löwy | 1938                | Subverta                                       | Toupeira Vermelha                      |
| SU-QI   | Secretariado Unificado da Quarta Internacional                            | Michel Pablo (-1963) Ernest Mandel (1963-1995) Daniel Bensaïd (1995-2010) Michael Löwy | 1938                | Centelhas                                      | Toupeira Vermelha                      |
| SU-QI   | Secretariado Unificado da Quarta Internacional                            | Michel Pablo (-1963) Ernest Mandel (1963-1995) Daniel Bensaïd (1995-2010) Michael Löwy | 1938                | Rebelião Ecossocialista                        | Toupeira Vermelha                      |
| CMI/IMT | Corrente Marxista Internacional                                           | Ted Grant † Fred Weston Alan Woods Rob Sewell                                          | 1991-1992           | Organização Comunista Internacionalista        | Colectivo Marxista                     |
| LQI/LFI | Liga pela Quarta Internacional                                            | Jan Norden                                                                             | 6 de abril de 1998  | Liga Quarta-Internacionalista do Brasil        | —                                      |
| LIS/ISL | Liga Internacional Socialista                                             | Alejandro Bodart                                                                       | 26 de maio de 2019  | Revolução Socialista                           | —                                      |
| IRL     | Esquerda Revolucionária Internacional                                     | —                                                                                      | 21 de julho de 2019 | —                                              | Esquerda Revolucionária                |
| TSI     | Tendência Socialista International                                        | Tony Cliff                                                                             | —                   | Socialismo sem Fronteiras                      | —                                      |
| QI      | Quarta Internacional                                                      | Pierre Lambert                                                                         | 1993                | O Trabalho                                     | Partido Operário de Unidade Socialista |
| ASI     | Alternativa Socialista Internacional                                      | —                                                                                      | —                   | Liberdade, Socialismo e Revolução              | —                                      |
| LIT-QI  | Liga Internacional dos Trabalhadores - Quarta Internacional               | Nahuel Moreno †                                                                        | janeiro de 1982     | Partido Socialista dos Trabalhadores Unificado | Em Luta                                |
| FT-QI   | Fração Trotskista - Quarta Internacional                                  | Emílio Albamonte                                                                       | 1989                | Movimento Revolucionário de Trabalhadores      | —                                      |
| UIT-QI  | Unidade Internacional dos Trabalhadores - Quarta Internacional            | —                                                                                      | 1997                | Corrente Socialista dos Trabalhadores          | Movimento Alternativa Socialista (MAS) |
| L5I     | Liga para a Quinta Internacional                                          | —                                                                                      | 1989                | Liga Socialista                                | —                                      |
| CERQUI  | Comitê de Enlace pela Reconstrução da Quarta Internacional                | Guillermo Lora                                                                         | 1988                | Partido Operário Revolucionário                | —                                      |
| CLQI    | Comitê de Ligação pela Quarta Internacional                               | —                                                                                      | —                   | Frente Comunista dos Trabalhadores             | —                                      |
| CRIR    | Comitê pelo Reagrupamento Internacional Revolucionário                    | —                                                                                      | —                   | Movimento Revolucionário Socialista            | —                                      |
| TRQI    | Tendência para a Reconstrução da Quarta Internacional                     | —                                                                                      | —                   | Liga Operária Internacionalista                | —                                      |
| CRQI    | Coordenação para a Refundação da Quarta Internacional                     | —                                                                                      | —                   | —                                              | —                                      |
| CIT     | Comitê por uma Internacional dos Trabalhadores                            | —                                                                                      | —                   | —                                              | —                                      |
| LSI     | Liga Socialista Internacional                                             | —                                                                                      | —                   | —                                              | —                                      |
| FTI     | Fração Trotskista Internacional                                           | —                                                                                      | —                   | —                                              | —                                      |
| CRP     | Coletivo Revolução Permanente                                             | —                                                                                      | —                   | —                                              | —                                      |
| SoB     | Socialismo ou Barbárie                                                    | —                                                                                      | —                   | —                                              | —                                      |
| CI-QI   | Comitê Internacional da Quarta Internacional                              | Pierre Lambert Gerry Healy                                                             | 1953                | —                                              | —                                      |
| ICL-QI  | Liga Comunista Internacional (Quarta Internacional)                       | James Robertson                                                                        | 1979                | —                                              | —                                      |
| TBI     | Tendência Bolchevique Internacional                                       | —                                                                                      | —                   | —                                              | —                                      |
| CRFI    | Coordenação para a Refundação da Quarta Internacional                     | —                                                                                      | 2004                | —                                              | —                                      |
| UCI     | União Comunista Internacionalista                                         | —                                                                                      | —                   | —                                              | —                                      |
| QIP     | Quarta Internacional Posadista                                            | Juan R Posadas                                                                         | 1962                | —                                              | —                                      |
| ITR-QI  | Internacional dos Trabalhadores pela Reconstrução da Quarta Internacional | Cliff Slaughter Michael Banda                                                          | 1990                | —                                              | —                                      |

## Histórico das Organizações Trotskistas Internacionais
Em 1951, ocorreu o III Congresso do Secretariado Internacional da Quarta Internacional (SI-QI), que na época, tinha Michel Pablo como principal dirigente. Nesse Congresso foi aprovada a política do entrismo, segundo a qual os trotskistas deveriam se infiltrar nos partidos comunistas ou social-democratas de massas.
Ocorre que maior parte dos trotskistas franceses, liderados por Pierre Lambert, se recusaram a adotar essa política.
Em 1953, o comitê nacional do Partido Socialista dos Trabalhadores dos Estados Unidos (Socialist Workers Party, SWP), liderado por James Patrick Cannon, emitiu uma Carta Aberta aos Trotskistas em Todo o Mundo e organizou a formação do Comitê Internacional da Quarta Internacional (CI-QI). Esta ruptura inicialmente incluía, além do SWP, o The Club (Reino Unido), liderado por Gerry Healy; a Organização Comunista Internacionalista (OCI), liderada por Lambert, da França, que, posteriormente, seria denominada como Partido Comunista Internacionalista (Parti Communiste Internationaliste - PCI); o Partido Operário Revolucionário da Argentina, liderado por Nahuel Moreno; e as seções austríacas e chinesas
Em 1962, o CI-QI e o SI-QI formaram uma comissão paritária para buscar uma reunificação. Os partidários de Michel Pablo e do argentino Juan R Posadas se opuseram a essa convergência. Nesse contexto, Posadas fundou a sua própria organização internacional a Quarta Internacional Posadista.
Em 1963, ocorreu o Congresso de Reunificação, que deu origem ao Secretariado Unificado da Quarta Internacional (SU-QI), entretanto as seções do seções: britânica, Socialist Labour League (SLL) (Liga Socialista Trabalhista) liderada por Gerry Healy; e francesa (OCI) do CI-QI não se juntaram ao SU-QI, circunstância que deu continuidade ao CI-QI.
Em 1969, a maioria do SU-QI aprovou a tese, defendida por Lívio Maitan, de se incorporar em organizações guerrilheiras. Essa decisão, gerou uma grande divisão no seio do trostskismo, de modo que surgiu a Tendência Leninista Trotskista (TLT), contrária à formação de guerrilhas. Da TLT participavam o SWP e o Partido Revolucionário dos Trabalhadores (La Verdad) (PRT-LV), liderado por Nahuel Moreno, que, em 1972, passaria a se denominar como Partido Socialista dos Trabalhadores, da Argentina. Na Argentina ocorreu uma cisão dos trotskista que fez surgir o Partido Revolucionário dos Trabalhadores (El Combatiente) (PRT-EC), liderado por Mário Roberto Santucho que, em 1970, formaria o Exército Revolucionário do Povo (ERP).